# Incidens (geometri)
Inom geometrin är begreppet incidens primitivt och grundläggande. Det betecknar påståenden som att:
- En punkt och en rät linje är incidenta om punkten ligger på linjen
- En punkt och ett plan är incidenta om punkten ligger i planet
- En linje och ett plan är incidenta om linjen ligger i planet

De så kallade incidensaxiomen för de två primitiva mängderna punkter P och linjer L säger bland annat att:
- Varje linje är en delmängd till P och innehåller minst två punkter
- För varje par av skilda punkter A och B finns det exakt en linje som går genom både A och B
- Om a och b är skilda linjer så finns det minst en punkt A sådan att A tillhör a men inte b